# Honorata Chróścielewska
Honorata Chróścielewska (ur. 26 września 1924 w Łodzi, zm. 16 czerwca 2007 tamże) – polska pisarka, autorka utworów dla dzieci.

## Życiorys
Studiowała filologię polską na Uniwersytecie Łódzkim. W latach 1940–1945 była pracowniczką poczty oraz konduktorką tramwajową. W latach 1948–1952 była urzędniczką Wydziału Oświaty w Łodzi.
Debiutowała w 1957 na łamach „Świerszczyka” jako autorka utworów dla dzieci.
Żona Tadeusza Chróścielewskiego – pisarza; matka Doroty Chróścielewskiej – pisarki i prof. dr. Wojciecha Chróścielewskiego – prawnika.
Pochowana na cmentarzu na Radogoszczu w Łodzi.

## Twórczość
- Córka tego co tramwaje jego (powieść)
- Lekcji więcej nie będzie (powieść)
- Królowa Majorki (powieść)
- Koncert marzeń (powieść)
- Mama, ja i łazigóry (powieść dla młodzieży)
- Opowieść o Warsie i Sawie (poemat heraldyczny dla dzieci, napisany wspólnie z Dorotą Chróścielewską)